# Troy Davis
Troy Davis (9. října 1968 – 21. září 2011) byl Američan usvědčený, odsouzený a následně popravený za vraždu policisty Marka MacPhaila 19. srpna 1989 v Savannah, v americkém státě Georgie.

## Poprava
Jeho poprava byla několikrát odložena kvůli nejasnostem o jeho vině. Několik známých osobností z celého světa (byli to např. Jimmy Carter, bývalý guvernér státu Georgie a bývalý prezident USA, papež Benedikt XVI., americký herec Mike Farrell, bývalý ředitel FBI William S. Sessions…) žádalo o milost pro Troye Davise. Milost byla však několikrát zamítnuta. Dne 21. září 2011 byl krátce před 11. hodinou místního času upoután na popravčí lehátko ve státní věznici v Butts county a zhruba v 10.53 začala poprava. Krátce po podání smrtící injekce byl v 11.08 Davis prohlášen za mrtvého.
Na jeho pohřeb 1. října 2011 přišlo více než 1000 lidí.